# Idol (émission de télévision)
Pour les articles homonymes, voir Idol (homonymie).
Idol est une émission de télévision suédoise de télé-crochet diffusée depuis août 2004 sur TV4. Elle peut être comparée à la Nouvelle Star en France.